# Anabibia thoracica
Anabibia thoracica är en insektsart som beskrevs av Vitaly Michailovitsh Dirsh 1956. Anabibia thoracica ingår i släktet Anabibia och familjen gräshoppor. Inga underarter finns listade i Catalogue of Life.